# Fascinación (película de 1949)
Fascinación es una película de Argentina en blanco y negro dirigida por Carlos Schlieper según el guion de Carlos A. Olivari y Sixto Pondal Ríos que se estrenó el 27 de septiembre de 1949 y que tuvo como protagonistas a Arturo de Córdova, Elisa Christian Galvé, Alicia Barrié y Héctor Calcaño.

## Sinopsis
Un hipnotizador duda si su mujer-partenaire está con él por amor o bajo su influjo.

## Reparto
- Arturo de Córdova
- Elisa Christian Galvé
- Alicia Barrié
- Héctor Calcaño
- Profesor Fassman
- Rafael Frontaura
- Homero Cárpena
- Bernardo Perrone
- Ricardo Duggan
- Susana Campos
- Federico Mansilla
- Rodolfo Onetto

## Comentarios
Calki comentó sobre el filme en El Mundo

”Hipnotismo y amor en dosis bien medidas. Parece guiarse…hacia la misteriosa zona del subconsciente. Todo queda, sin embargo, en el planteo. Rehúye los alardes metafísicos y prefiere permanecer en un plano amable, superficial, incluso con matices humorísticos…El ilusionismo juega el principal papel.”

Por su parte Manrupe y Portela escriben:

”Un tema muy original, desaprovechado por un tratamientofrío. Pudo haberse explorado más hacia lo subrreal. Sorprendente para el cine argentino la escena donde se inunda la habitación en la que está el hipnotizador.”